# Alla ricerca di Babbo Natale
Alla ricerca di Babbo Natale (In Search of Santa) è un film di animazione del 2004 diretto da William R. Kowalchuk. La voce originale delle due protagoniste è delle sorelle Haylie Duff e Hilary Duff. Il cartone in Italia è uscito direttamente in DVD, sotto la casa cinematografica Paramount.

## Trama
Due principesse pinguino, Cristallina e Lucinda, partono in un viaggio da un Polo all'altro per dimostrare che Babbo Natale esiste veramente. Durante questo lungo viaggio Cristallina e Lucinda dovranno fuggire da affamati predatori, sconfiggere i pirati e impedire una cospirazione ai danni del loro regno.